# Silviano Santiago

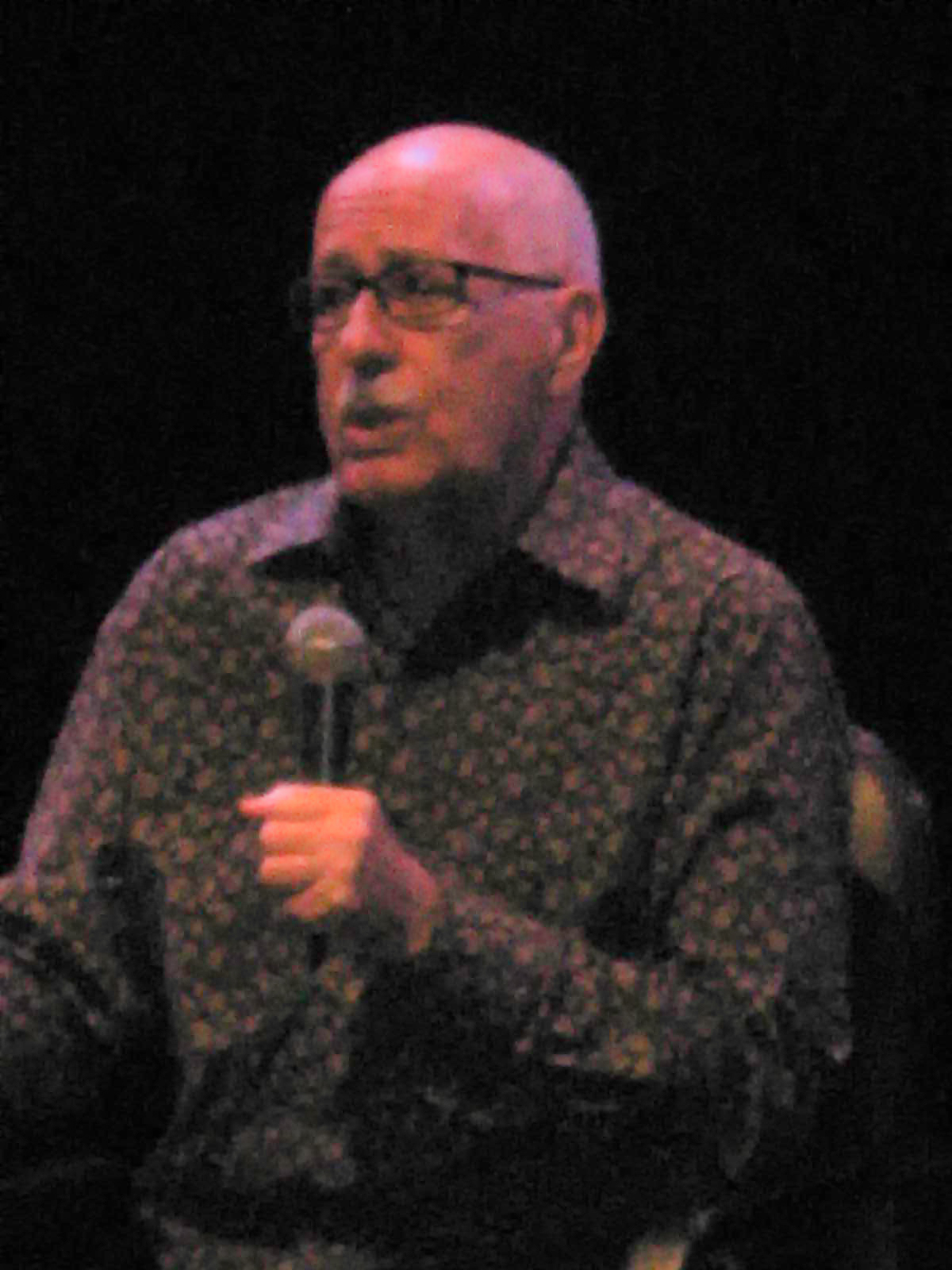
Silviano Santiago

Silviano Santiago (* 29. September 1936 in Formiga, Minas Gerais) ist ein brasilianischer Schriftsteller.
1975 gab er eine Prosa- und Lyrikanthologie Ariano Suassunas und die kommentierte Ausgabe von Iracema heraus. Im folgenden Jahr nahm er am X Festival de Inverno von Ouro Preto teil. 1981 kam sein kompositorisch und stilistisch herausragender Roman Em Liberdade heraus, der auf zwei Zeitebenen spielt.
1985 veröffentlichte er seine Übersetzungen der Gedichte von Jacques Prévert. Zehn Jahre danach übersetzte er Por Que Amo Barthes von Alain Robbe-Grillet. Durch den Kulturminister Brasiliens wurde er zum Mitglied der Jury des Nationalen Literaturpreises 1989 ernannt.
1994 half er Heloísa Buarque de Hollanda und ihrem Team, das Programa Avançado de Cultura Contemporânea (PACC) auf die Beine zu stellen. Im folgenden Jahr nahm er am II Encontro Internacional de Poetas an der Universidade de Coimbra teil.
1996 nahm er in Toronto an der Konferenz zum Projekt über die Literaturgeschichte Lateinamerikas teil. 2008 erschien Heranças („Erbschaft“), eine fiktionale Aufarbeitung des 20. Jahrhunderts.
Santiago wurde bisher dreifach mit dem Prêmio Jabuti de Literatura ausgezeichnet. Die Academia Brasileira de Letras verlieh ihm 2013 für sein Gesamtwerk Brasiliens bedeutendsten Literaturpreis Prêmio Machado de Assis, und 2022 erhielt er den Prémio Camões, der als wichtigster Literaturpreis des portugiesischen Sprachraums gilt.